# Perceval le Gallois (livre-jeu)
Pour les articles homonymes, voir Perceval le Gallois et Perceval (homonymie).
Perceval le Gallois est un livre-jeu écrit par Pierre Rosenthal en 1987, et édité par Presses pocket dans la collection Histoires à jouer : Les livres à remonter le temps, dont c'est le neuvième tome.